# 編集王
『編集王』（へんしゅうおう）は、土田世紀による日本の漫画作品。また、それを原作とするフジテレビにて放送されたテレビドラマ。青年漫画誌の編集部を舞台に、編集者や漫画家の姿が描かれている。小学館『ビッグコミックスピリッツ』1994年2・3合併号から1997年44号まで連載された。単行本は小学館からビッグコミックス全16巻、ワイド版全4巻、小学館文庫版全10巻。

## 内容
15年近く打ち込んだボクシングの世界で芽が出ないまま、網膜剥離で引退することになった桃井環八（カンパチ）が、新たに出発したマンガの編集の世界で『あしたのジョー』の“ジョー”を目指す姿を描く。
実在の人物・事件が織り込まれているが、それを抜きにしても、それまであまり取り上げられることのなかった1つの「業界」を描いた作品である。現代の漫画業界そのままをリアルに描いたというわけではなく、物語上、大幅に戯画化されている。

## 登場人物

### ヤングシャウト編集部
桃井環八
主人公。通称カンパチ。子供の頃に読んだ『あしたのジョー』に心酔してプロボクサーになる。世界チャンピオンを目指していたが、網膜剥離の診断を受け引退。「ヒロ兄ィ」と慕う幼なじみの青梅のツテで、大手出版社の支配社の人気コミック誌「週刊ヤングシャウト」編集部にバイトとして入る。ここを新しいリングとすることを決意する。
性格は直情で涙もろい。疎井編集長が捨てた子犬「ジョン」「フィッツジェラルド」「ケネディ」の三匹を育てる。宮いわく「どんな誘惑があろうとも、最も大切なものを最優先できる屈強な男」。全裸にならないと大便が出来ないという体質を持つ。
青梅広道
支配社の人気コミック誌「週刊ヤングシャウト」編集部デスク。幼なじみのカンパチを編集部に誘う。マンガが何より好きだが、そのため効率重視の編集長とぶつかる。後の「ヤングシャウト」の看板作家の引き抜き事件以降は、編集長とも関係修復した様子。昔は水泳の日本代表クラスの実力だったが、病気が元で断念した。
疎井一郎
「ヤングシャウト」編集長。徹底した効率主義、データ主義で、「ヤングシャウト」を売り上げナンバーワン漫画誌に躍進させる。今でこそ陰険顔の中年男だが、若い頃は宮も惚れる美青年であり、周囲と衝突しつつも作家と作品を純粋に愛していた情熱溢れる編集者だった。しかし、仙台角五郎の作品が闇に葬られた件を機に、作品性や漫画家のことなど二の次の、効率、売り上げ至上主義者に変わっていった。そのため、かつての己の青さを思い起こさせる上に、今の自分の対極に位置するカンパチ、青梅らを苦々しく思っている。
後に「ヤングナッツ」による「ヤングシャウト」の看板作家の引き抜き事件という危機に対して、編集部一丸となって戦ったことから、青梅らとも人間関係が改善された様子。ドラマでは「疎井明」という名前に変更されている。
宮史郎太
「ヤングシャウト」副編集長。疎井編集長とは若い頃からの付き合いだが、カンパチたちの良き理解者でもある。背が低くオカマっぽい口調で話し、趣味も女性的。ヤングシャウト唯一の母性。かつては美青年だった頃の疎井に一目惚れしたこともあったが、結婚していて三児がいる。ハーブティーを淹れてよく編集部に持っていくが、台無しにされるのが恒例である。
目白通代
「ヤングシャウト」編集者。男まさりの性格で仕事に打ち込み、カンパチには「姐さん」と呼ばれる。女性であるということで作家から受け入れてもらえず、仕事を辞めようと思っていたが、カンパチたちに励まされて復帰する。このエピソードでは、目白の好きだったマンガとして『キャンディ・キャンディ』（講談社刊）の図版が使われていたが、同作の原作者・水木杏子（名木田恵子）に無許諾の転載であり、後のワイド版・文庫本などでは当該ページは白紙収録となっている（ワイド版第1巻480頁を参照）。実家は作者と同じ秋田。
本占地雪之丞
アイドルオタク編集者。当初は文芸編集を志し、マンガを馬鹿にしていたが、カンパチたちと付き合う内に真面目に打ち込むようになる。文芸派を気取るが、「憂鬱」程度の漢字が読めない。実家は大金持ち。
三京稔
ミリタリーマニアの編集者。疎井編集長派で、仕事などノラリクラリと適当にこなせばいいと考えており、情熱を持って仕事に取り組む青梅としばしば対立している。しかし「ヤングシャウト」の看板作家の引き抜き事件をきっかけに、青梅と共闘する。元バレエダンサーだったが、足の故障で断念。トレードマークのアフロヘアーは、最初はリアルな大きさだったが、後半は常軌を逸した大きさになる。
明治一郎
少女漫画誌から転任してきた編集者。青梅とは旧知の仲。仕事にやる気は全く無く、「仕事は時間の切り売り」が信条。アフター5の風俗通いが生き甲斐。漫画家に締め切りを厳守させる力量を持っていて、編集長からの評価は高いものの、そのやり方については目白通代からの反発を招く。
その後は本占地と組んで、新人漫画家を利用して「エロ」を主題とした作品「抜かずヌルハチ」をプロデュースし、社会現象となり、同時に仕事の面白さにも目覚める。しかし有害図書指定の後に担当を外され、謹慎処分となる。破滅的な彼の行動には、エリート家庭に育ち、いじめられっ子であった生い立ちに秘密があった。ほとぼりが冷めた後にエロを主題とした雑誌の編集長に抜擢されるが、それを拒否してアメリカに左遷させられる。その人事には社長なりの配慮があった。

### 漫画家
マンボ好塚
戦後のコミック史に名を残す巨匠漫画家。一応現役だが、現在はほとんど自分では描いておらず、酒とゴルフと釣りに明け暮れている上に、重度のアルコール依存症である。「ヤングシャウト」には「しれとこ番長TAKE2」という作品を連載中で、人気は最低だが、コミックスがそこそこ売れるという理由で掲載されている。
カンパチたちと出会い、今の自分の現実を突きつけられるも、堕落した自分を認めることを恐れて拒否した末に、酒がきっかけの傷害事件を起こして全てを失ってしまう。だがカンパチたちの激励を受け、若い頃の気持ちで真剣にマンガに取り組むことを決意し、再起を賭けて新作「あした」に取り組む。しかし、長年の飲酒が身体を深く蝕んでいて、「あした」を描き上げた日に心不全で静かに息を引き取る。代表作は「王女アンナ」。
「複数のベテラン漫画家の欠点を集めて作られたキャラクター」である。作者の土田曰く、中心的なモデルは存在するとのことだが、誰かは不明。原案の八巻和弘曰く「土田はものすごい才能を持った、出来の悪い男。そう、ある意味、彼こそがマンボ好塚なんですよ」とコメントしており、実際に土田もアルコール依存症であり、肝硬変により43歳で死去した。
仙台角五郎
マンボ好塚のマネージャー。元々は漫画家志望で若き日のマンボのアシスタントをしながら漫画を描いており、デビューが決まりかけていたが、出版社の都合でボツにされ、それ以来漫画に対して希望を失っていた。しかし、カンパチに出合い希望を取り戻す。ペンネームはベニー八木山。みゆきという娘がいる。
晴海
「ヤングシャウト」で連載中の、自称「天才」の人気漫画家。実際に評価は高いが、気分屋で締め切り破りの常習犯。漫画に携わる人間は自分も含めて、作品のためなら生活や家族すらも犠牲にすべきという極端なプロ意識の持ち主で、カンパチとぶつかる。ただしそのエキセントリックな態度とは裏腹に、描いている漫画はギャグ漫画であり、文庫版第10巻表紙では「晴海太」という名前とともに、「対パンダ」なるギャグ漫画を連載していることが確認される。
作中では苗字しか出てこないが、ドラマでは「晴海圭介」というフルネームが設定された。
骨川サヨリ
「ヤングシャウト」で「空手ラブ・スカッチ」という漫画を連載する漫画家。大人気作家ではないが、若手漫画家のリーダー格。実家の借金のため、ライバル誌「ヤングナッツ」に引き抜かれる。沖縄出身。
小泊浅虫
「ブルセラムーン」という超人気エッチコミックを連載中の漫画家。読者に迎合した不本意な連載をすることに苦しみ、意を決して連載をやめる。
山手さゆり
本占地が当番の日に漫画を持ち込んできた、美人女子大生。才気に溢れていたが、疎井の意向によって意に染まぬ相撲漫画「初恋・ドスコイ」を描かされ、潰される寸前まで追い込まれる。
大原愛、村木ともみ、北村永吾
3人とも売れない漫画家だったが、明治によって「北原とも」としてユニットを組み、企画エロ漫画「ぬかずヌルハチ」で大ヒットを飛ばす。のち「ヤングナッツ」に引き抜かれる。
尾上龍子
締め切り破りの常習犯。「ヤングシャウト」に移ってきた明治が担当となり、締め切り厳守のために屈辱的な指示をされる。最終シリーズでは「ヤングナッツ」に引き抜かれる。文庫版第8巻表紙により、「ヤングシャウト」では「みすたぁ・しすたぁ」という漫画を連載していたことが明らかになる。
プラム佐和子
自分で描かない、作品がつまらない、誰も文句が言えないと、マンボ好塚と双璧を成す札付きのベテラン女流漫画家。
山田英吾
児童誌で活躍する、マンボ好塚と同時代の漫画家。代表作は「ブチネコニャン太」。
土屋
目白が担当している漫画家。仕事が終わると、アシスタント達と釣りやバッティングセンターに行ったり、目白が差し入れたビールを昼間から仰るなど、かなりの道楽家である。目白のことを疎ましく思っているが、原稿の手直しには渋々応じている。
マンガの神様
最終話の回想シーンで、マンボ好塚と疎井の前に現れた巨匠漫画家。顔は描かれておらず、名前も出ていないが、ベレー帽をかぶり、「ブロックジィック」という作品名が出ている。

### 支配社社員
「支配社」の社名は、先行するスピリッツ連載作品である「サルでも描けるまんが教室」に登場する架空の出版社名を、そのまま採用している。
社長
支配社の社長。編集者あがりで、現場の編集者たちを自分の後輩のように見守っている。エロやヘアヌードなどに対して社員から反発を受けることもあるが、そういった俗悪なものに対しても彼なりの見識があり、大きな器量を見せる。疎井、五日市とは同期。（「カッちゃん」という愛称しか出てこないため、本名は不明。）
五日市
文芸誌「絶叫」の編集長。社長や疎井と同期のベテラン。昔は売れていたが、今は見向きもされない文芸誌を一人で編集している。ヘルプに入ったカンパチに振り回される内に編集者の心を取り戻し、退社して自費出版で文芸誌を刊行する。
東名
営業部のやり手社員。五日市の件で、売れない本が業界でどういう扱いを受けているかをカンパチに教える。

### その他
四面道渡
東京ドームで開催される日本最大の同人誌即売会“マンケ”の主催者。若い漫画家を探しに来たがエロ漫画に辟易したカンパチと参加者が衝突した際、事態を収拾する。のち、カンパチに協力して支配社に同人漫画家を連れていく。
猪頭賢伍
ゲーム会社・オレガ社社長。通称イノケン。カンパチの幼なじみで、ゲーム界の風雲児と呼ばれる。「ブルセラムーン」ゲーム化の件でカンパチと再会する。番外編的なエピソードでゲーム製作の話が語られるが、本編同様、実際のゲーム製作の現場とはややかけはなれた話であった。
陳子昂（ちん すこう）
香港の大富豪の息子で、支配社のライバルである講学館を買収し、その新社長に就任。赤字部門をリストラし、利益を生み出す漫画部門と同社の漫画雑誌「ヤングナッツ」に経営資源を集中させるという方針を打ち出し、あの手この手で「ヤングシャウト」の看板作家を引き抜きにかかった。

## 書誌情報

### 単行本
- 小学館ビッグコミックス

1. 1994年5月30日刊行 ISBN 4-09-183421-3
2. 1994年8月30日刊行 ISBN 4-09-183422-1
3. 1994年11月30日刊行 ISBN 4-09-183423-X
4. 1995年1月30日刊行 ISBN 4-09-183424-8
5. 1995年4月27日刊行 ISBN 4-09-183425-6
6. 1995年7月29日刊行 ISBN 4-09-183426-4
7. 1995年10月30日刊行 ISBN 4-09-183427-2
8. 1996年1月30日刊行 ISBN 4-09-183428-0
9. 1996年4月27日刊行 ISBN 4-09-183429-9
10. 1996年6月29日刊行 ISBN 4-09-183430-2
11. 1996年8月30日刊行 ISBN 4-09-184371-9
12. 1996年11月30日刊行 ISBN 4-09-184372-7
13. 1997年4月2日刊行 ISBN 4-09-184373-5
14. 1997年6月30日刊行 ISBN 4-09-184374-3
15. 1997年9月30日刊行 ISBN 4-09-184375-1
16. 1997年12月19日刊行 ISBN 4-09-184376-X

### ワイド版
- 小学館ビッグコミックスワイド

1. 2000年10月18日刊行 ISBN 4-09-186811-8
2. 2000年10月18日刊行 ISBN 4-09-186812-6
3. 2000年11月27日刊行 ISBN 4-09-186813-4
4. 2000年11月27日刊行 ISBN 4-09-186814-2

### 文庫本
- 小学館文庫

1. 2006年7月15日刊行 ISBN 4-09-196051-0
2. 2006年7月15日刊行 ISBN 4-09-196052-9
3. 2006年8月11日刊行 ISBN 4-09-196053-7
4. 2006年8月11日刊行 ISBN 4-09-196054-5
5. 2006年9月15日刊行 ISBN 4-09-196055-3
6. 2006年9月15日刊行 ISBN 4-09-196056-1
7. 2006年10月14日刊行 ISBN 4-09-196057-X
8. 2006年10月14日刊行 ISBN 4-09-196058-8
9. 2006年11月15日刊行 ISBN 4-09-196059-6
10. 2006年11月15日刊行 ISBN 4-09-196060-X

## テレビドラマ
フジテレビ系列で2000年10月10日から12月19日まで火曜日21:00 - 21:54（JST）放送。主演はネプチューンの原田泰造。視聴率は伸び悩んだが、本作で連続ドラマ初主演を務めた泰造の演技力が認められ、俳優としての仕事が増えるきっかけとなった。
原作での環八の年齢は24歳という設定だが、ドラマでは泰造の実年齢に合わせて29歳に設定されていた。その他、原作では出番が少なかった八代がメインキャラとなるなど、設定や話の展開に大幅な変更がある。
2007年1月放送の『ネプリーグ』のコーナー『ファイブボンバー』でフジテレビアナウンサーチームに出題された「タイトルが漢字のみのドラマを5つ答えろ」との問題において泰造がこのドラマを答えたが誰も知らなかった。

### レギュラー・準レギュラー
- 桃井環八 - 原田泰造（ネプチューン）
- 青梅広道 - 中山秀征
- 目白通代 - 京野ことみ
- 中原ひかる - 真中瞳
- 宮史郎太 - 高橋克実
- 本占地雪之丞 - 八嶋智人
- 三京稔 - 川端竜太
- 西川沙耶 - 西山繭子
- 香川夏見 - 菊川怜
- 疎井明 - 蟹江敬三
- 香川善蔵 - 細川俊之
- 八代亜希 - 大竹しのぶ

### ゲスト
第1話
- 三宅会長 - ガッツ石松：桃井が通うボクシングジムの会長。
- 小泊浅虫 - 岡田義徳：「ブルセラムーン」の原作者。

第2話
- 村瀬小夏 - 佐藤江梨子：ライバル誌「ヤングナッツ」の表紙を飾った人気絶頂のタレント。
- 山手さゆり - 内山理名：沙耶の友人の女子大生。

第3話
- 晴海圭介 - 橋本さとし：締め切り破りの多さで有名な作家。

第4話
- 矢島プロデューサー - 伊藤正之：「恋愛アリ地獄」のドラマ化を企画中。
- 東出尚之 - 高知東生：超有名カメラマン。
- Ruri - 酒井彩名：アイドルタレント。

第5話
- 野山幸子 - 深浦加奈子：「東洋ボトラーズ」の宣伝部長。
- 甲州 - 六平直政：「目白を担当から外して欲しい」と要求してくる作家。

第6話
- 竹井誠司 - 近藤芳正：フリーライター。

第7話
- 篠原友子 - 櫻井淳子：編集部に赤ん坊を置き去りにした女性。
- 篠原美月 - 奈良柚莉愛( ならゆりあ):編集部に置き去りにされた赤ん坊。

第8話
- 富樫勇一郎 - 豊原功補：デスク補佐。ヤングシャウトを「くだらない」と一蹴。

第9話
- 秋野真理子 - 遠野凪子：闘病中の若手作家。「名探偵マリリン」を残して亡くなる。
- 秋野美佐江 - 大塚良重：真理子の母。

第10話
- 堀越みどり - 堀つかさ：八代の弟子。「名探偵マリリン」を引き継いだ。

第10 - 11話
- 下村絵里 - 新山千春：「名探偵マリリン」の熱烈なファン。
- 渡辺編集局長 - 平泉成：「名探偵マリリン」の打ち切りを命じる。

第11話
- 高森朝雄 - 佐藤正宏：沙耶のバイト先の居酒屋「泪橋」のマスター。　
- 高野タケシ - 小栗旬：バイク便の青年。　

※ゲストで宮史郎が出演し、高橋演じる宮史郎太と鉢合わせるシーンがある。

### スタッフ
- 原作 - 土田世紀『編集王』（小学館）
- 脚本 - 秦建日子、十川誠志、川嶋澄乃
- 演出 - 佐藤祐市、土方政人
- プロデュース - 森谷雄、保原賢一郎
- 主題歌 - TRICERATOPS「Fall Again」（エピックレコードジャパン）
- 挿入歌 - LUVandSOUL「Love is so beautiful」（トイズファクトリー）
- 制作 - フジテレビ、共同テレビ

### サブタイトル
| 各話                                                      | 放送日          | サブタイトル                                       | 脚本     | 演出     | 視聴率 |
| --------------------------------------------------------- | --------------- | -------------------------------------------------- | -------- | -------- | ------ |
| 第1話                                                     | 2000年 10月10日 | いきなり水着で歓迎会                               | 秦建日子 | 佐藤祐市 | 12.6%  |
| 第2話                                                     | 10月17日        | あなたの才能信じます!                              | 秦建日子 | 佐藤祐市 | 9.1%   |
| 第3話                                                     | 10月24日        | 激走! 涙の親子リレー                               | 秦建日子 | 佐藤祐市 | 8.9%   |
| 第4話                                                     | 10月31日        | 恋愛に勝敗はない                                   | 秦建日子 | 土方政人 | 6.8%   |
| 第5話                                                     | 11月7日         | 女がリングに上がるとき                             | 十川誠志 | 土方政人 | 9.6%   |
| 第6話                                                     | 11月14日        | 涙のヴァージンロード                               | 秦建日子 | 佐藤祐市 | 8.0%   |
| 第7話                                                     | 11月21日        | 赤ちゃんと夢を取り戻せ                             | 秦建日子 | 土方政人 | 7.3%   |
| 第8話                                                     | 11月28日        | 今、決断のゴングが鳴る                             | 十川誠志 | 佐藤祐市 | 8.8%   |
| 第9話                                                     | 12月5日         | 天国からのラブレター                               | 川嶋澄乃 | 土方政人 | 6.8%   |
| 第10話                                                    | 12月12日        | 無差別殺人!?犯人は熱烈読者!?兄貴に捧げる特大最終号 | 秦建日子 | 佐藤祐市 | 6.9%   |
| 最終話                                                    | 12月19日        | 運命の最終ラウンド!!死ぬな兄貴涙の大演説           | 秦建日子 | 佐藤祐市 | 5.8%   |
| 平均視聴率 8.2%（視聴率は関東地区・ビデオリサーチ社調べ） |                 |                                                    |          |          |        |

| フジテレビ系 火曜21時台（連続ドラマ枠）   | フジテレビ系 火曜21時台（連続ドラマ枠） | フジテレビ系 火曜21時台（連続ドラマ枠） |
| 前番組                                    | 番組名                                  | 次番組                                  |
| ----------------------------------------- | --------------------------------------- | --------------------------------------- |
| ナースのお仕事3 （2000.4.11 - 2000.9.19） | 編集王 （2000.10.10 - 2000.12.19）      | 女子アナ。 （2001.1.9 - 2001.3.20）     |